# Coniochaeta velutina
Coniochaeta velutina är en svampart som först beskrevs av Karl Wilhelm Gottlieb Leopold Fuckel, och fick sitt nu gällande namn av Mordecai Cubitt Cooke 1887. Coniochaeta velutina ingår i släktet Coniochaeta och familjen Coniochaetaceae.  Arten är reproducerande i Sverige. Inga underarter finns listade i Catalogue of Life.